# Al-Azhar-Park

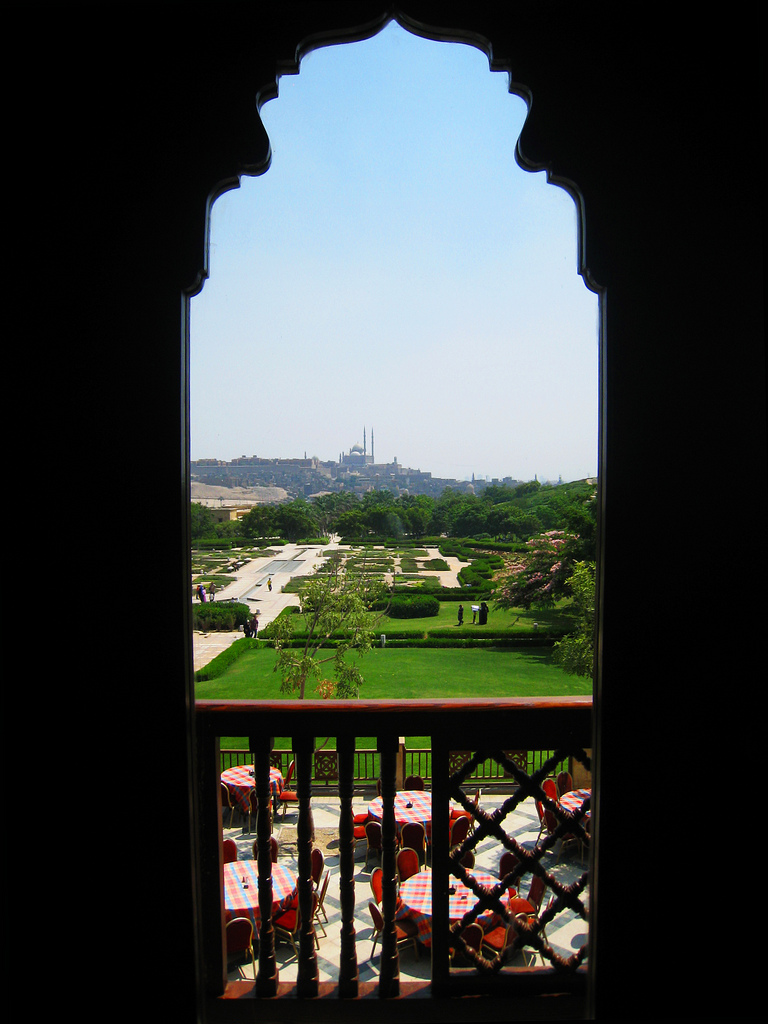
Blick auf den al-Azhar-Park

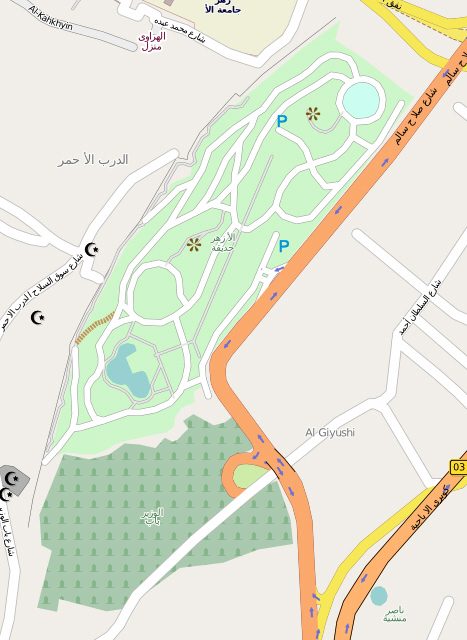
Karte des Parks

Der al-Azhar-Park (arabisch حديقة الأزهر, DMG Ḥadīqat al-Azhar) ist eine öffentliche Gartenanlage in der ägyptischen Hauptstadt Kairo. Der Park wurde 2005 auf 30 Hektar eröffnet. Finanziert wurde die Anlage vom Aga Khan Development Network (AKDN) mit 30 Millionen Dollar als Geschenk von Aga Khan IV., dessen Vorfahren im Jahre 969 die Stadt Kairo begründet hatten. Es ist der größte öffentliche Park von Kairo. Zuvor befand sich an dieser Stelle eine Mülldeponie, die sich in 500 Jahren aufgetürmt hatte. Der Park liegt auf einem Hügel oberhalb der Azhar-Moschee.
Bei der Anlage des Parks wurden Stadtmauern aus der Zeit der Ayyubiden gefunden, die Saladin im 12. Jahrhundert hatte erbauen lassen. Die Mauern wurden restauriert und in den Garten integriert. Zum Projekt gehörten zudem die Restaurierung der Um Sultan Shaban Moschee aus dem 14. Jahrhundert, des Khayrbek-Komplexes aus dem 13. Jahrhundert sowie der Darb Shoughlan Schule. Im Park befinden sich auch Einrichtungen für soziale und gesundheitliche Dienste.

## Vorgeschichte
1984 besuchte Karim Aga Khan Kairo und sah von seinem Hotel aus den Hügel al-Darassa mit seinen Müllbergen. Er bot der Stadt an, an dieser Stelle eine grüne Lunge in der Millionenstadt Kairo zu schaffen. Die Arbeiten begannen 1992. Über 765.000 Kubikmeter Material wurden abgetragen, 160.000 Kubikmeter davon wurden zum Auffüllen an anderer Stelle genutzt. 605.000 Kubikmeter wurden geotechnisch behandelt und mit 60.000 Kubikmeter Spezialsand und Mutterboden gemischt. Mit dieser Erdmischung wurde das Grundstück bedeckt. Insgesamt wurden 1,5 Millionen Kubikmeter Schutt und Erde bewegt, was die Ladung von 80.000 Lastkraftwagen entspricht. Der Hügel, auf dem der Park liegt, ist etwa 55 Meter hoch, das heißt mindestens 25 Meter höher als der Rest der Stadt in der Nilebene.
Während der Planung bat die ägyptische Regierung darum, drei Zisternen in die Anlage für die Trinkwasserversorgung der Stadt zu integrieren. Die Planungen mussten dafür unterbrochen und gänzlich umgestellt werden.

## Der Park
Der Park ist im Wesentlichen in fünf Sektionen unterteilt: Zwei Hügel, einer im Norden und einer im Süden, ein sanft geschwungenes Gelände nach Osten, ein flaches Gelände im Norden sowie im Westen eine steil abfallende Böschung.

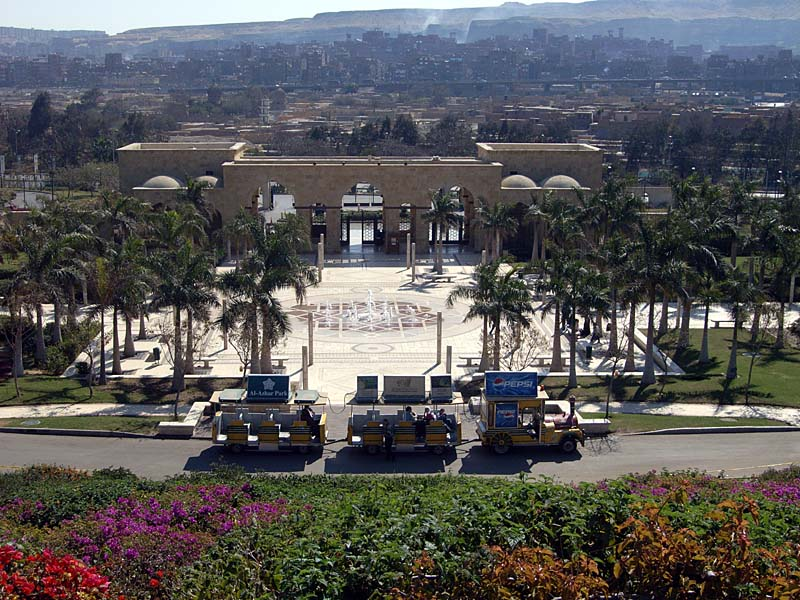
Al-Azhar Park, Kairo, Park-Eingang
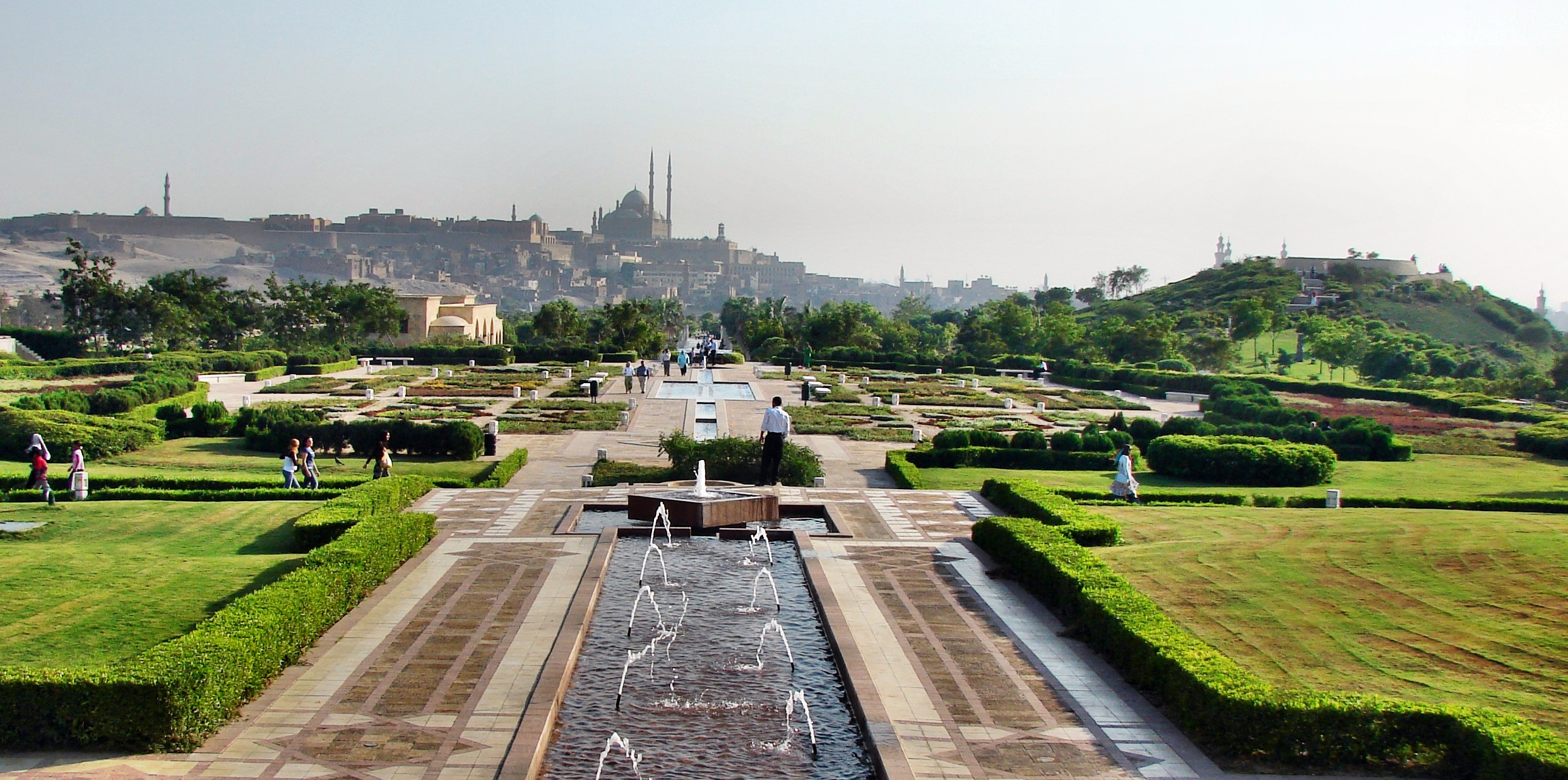
Al-Azhar Park mit Blick auf Kairo
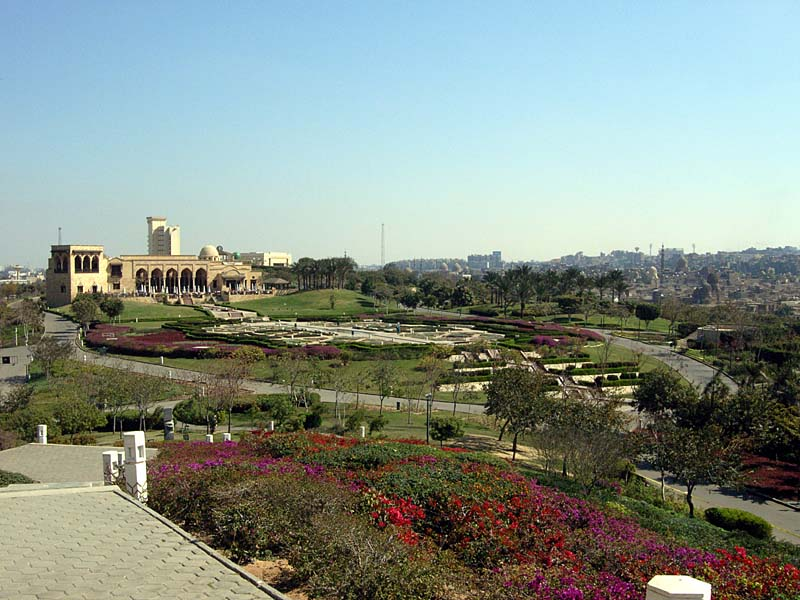
Blick auf das Misr-Restaurant im Hintergrund
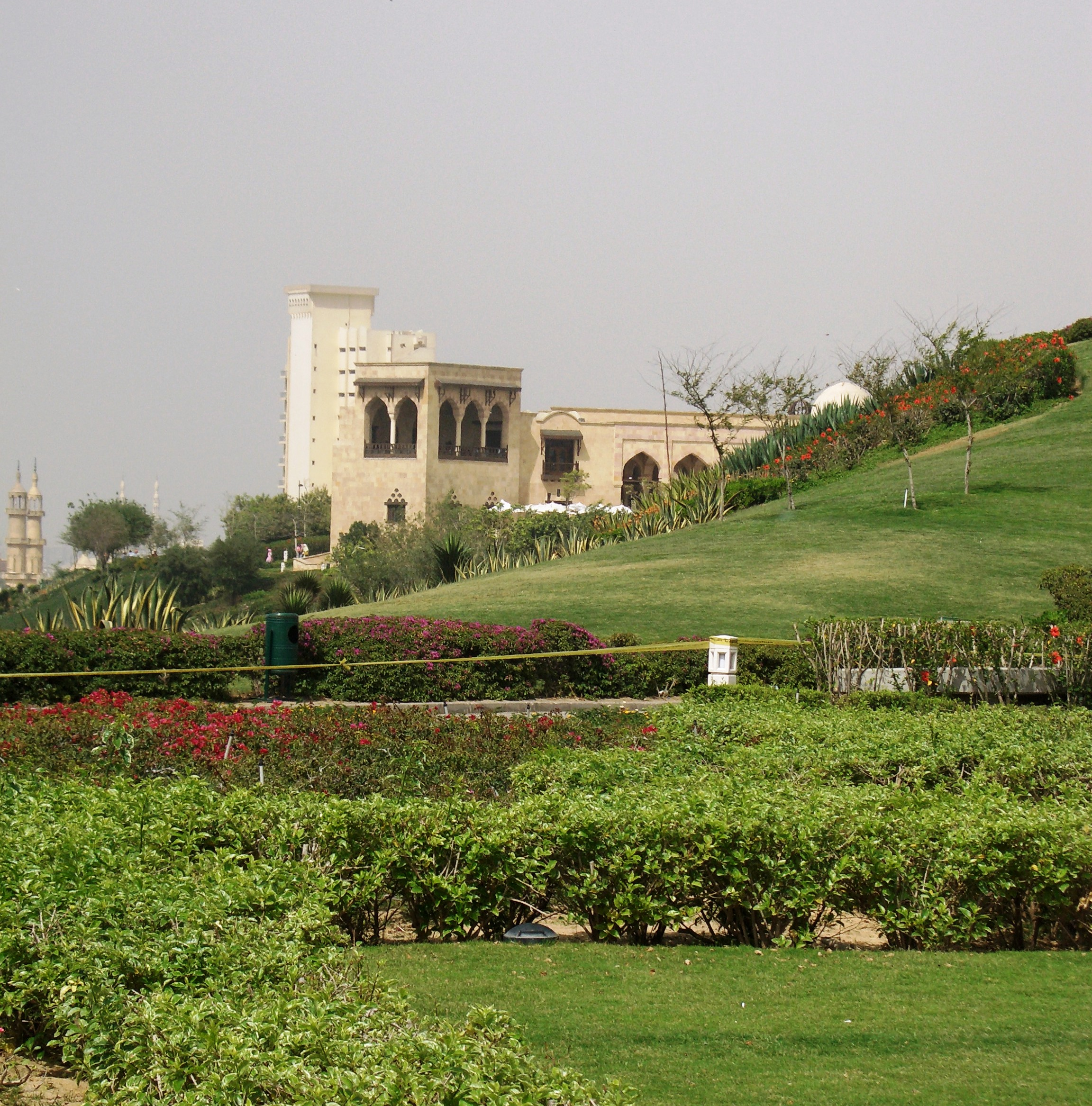
Park mit Misr-Restaurant
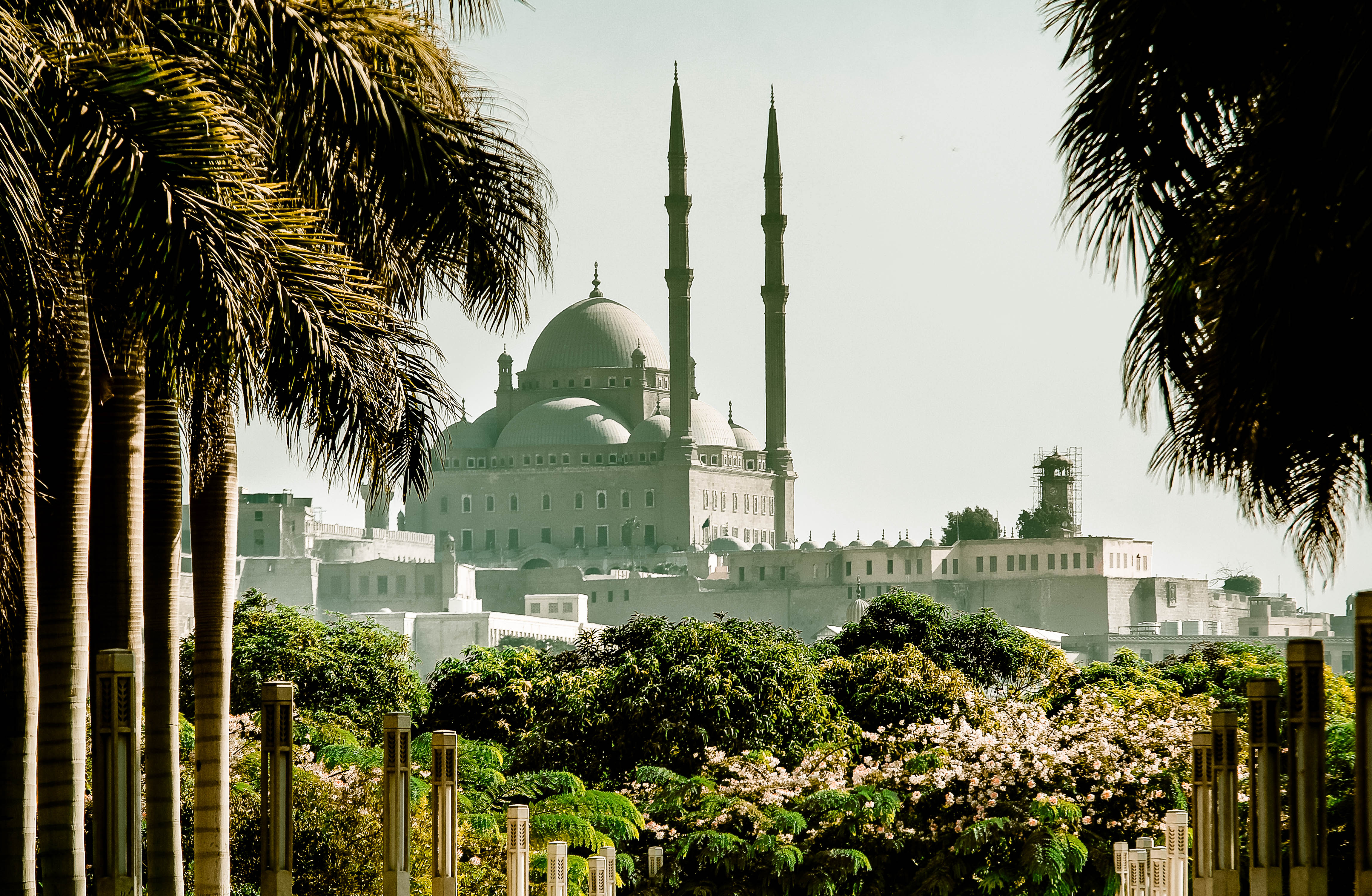
Palmenallee des Azhar-Parks mit Blick auf die Muhammad-Ali-Moschee

Die Planer legten Wert darauf, islamische Gartenkunst-Traditionen in Design und Botanik zu integrieren, um an die Vergangenheit der Stadt zu erinnern. So wurden für die im Park befindlichen Gartenanlagen und Gebäude Stile aus verschiedenen Regionen und verschiedenen Epochen benutzt, bei den Obstgärten, den Sitzgelegenheiten im Schatten und den fatimidischen Bogengängen. Persische und timuridische Elemente finden sich an den Wasserläufen und Brunnen.  So präsentiert sich der Garten als Reminiszenz an die historische islamische Gartenkunst. Das Gelände wird von einem eigenen Wasserreservoir gespeist. Zudem gibt es Cafés, Kinderspielplätze und Aussichtspunkte auf die Stadt.

## Restaurierung der Ayyubidischen Stadtmauer
Während der Boden ausgehoben wurde, fand man unter den Bergen von Müll einen archäologischen Schatz: eine 15 Meter hohe Mauer von 1,5 Kilometern Länge. Diese vergessene ayyubidische Stadtmauer und ihre Türme wurden restauriert, und es wurde zu beschlossen, sie in das Gartenprojekt zu integrieren.

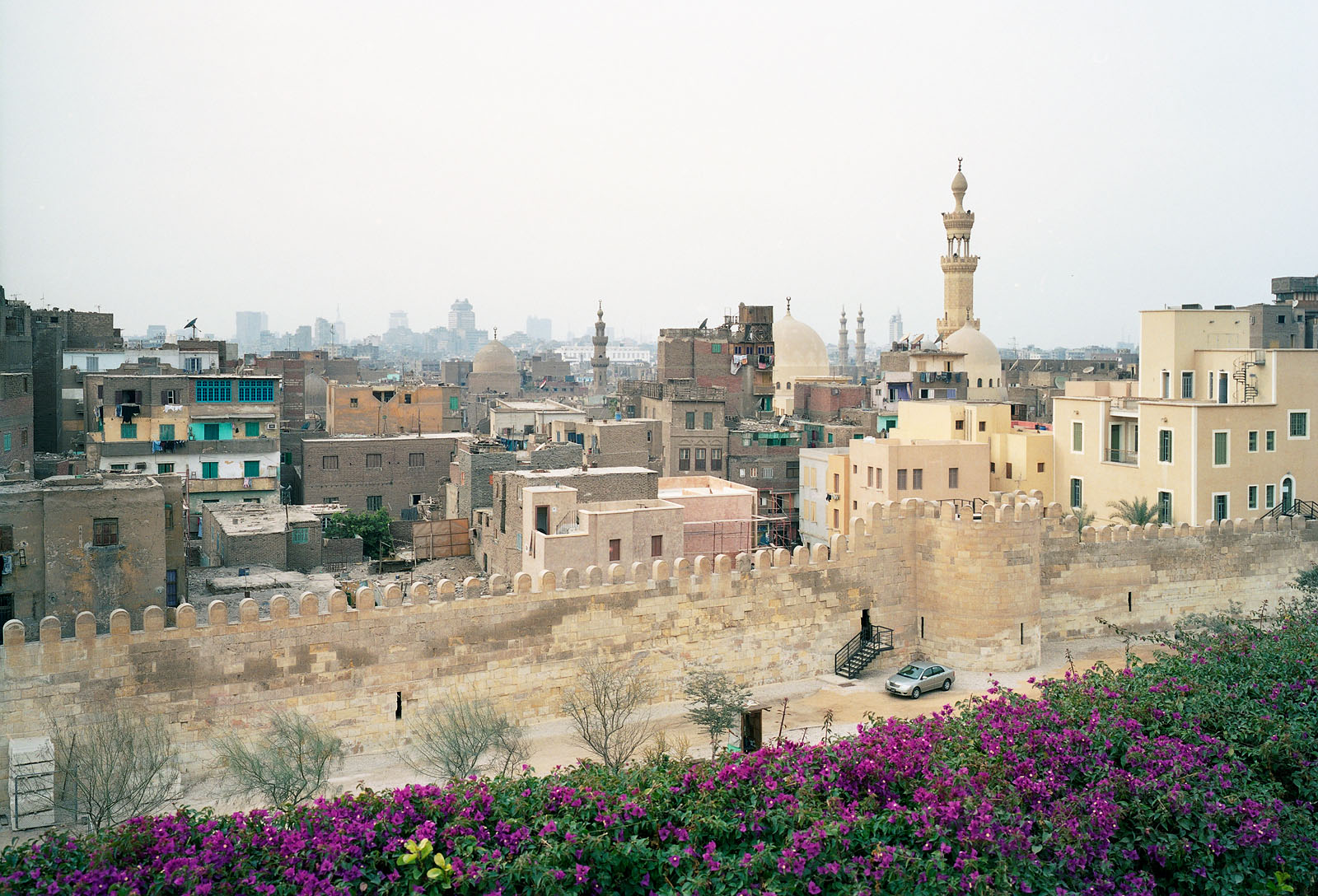
Die historische Stadtmauer der Ayyubiden
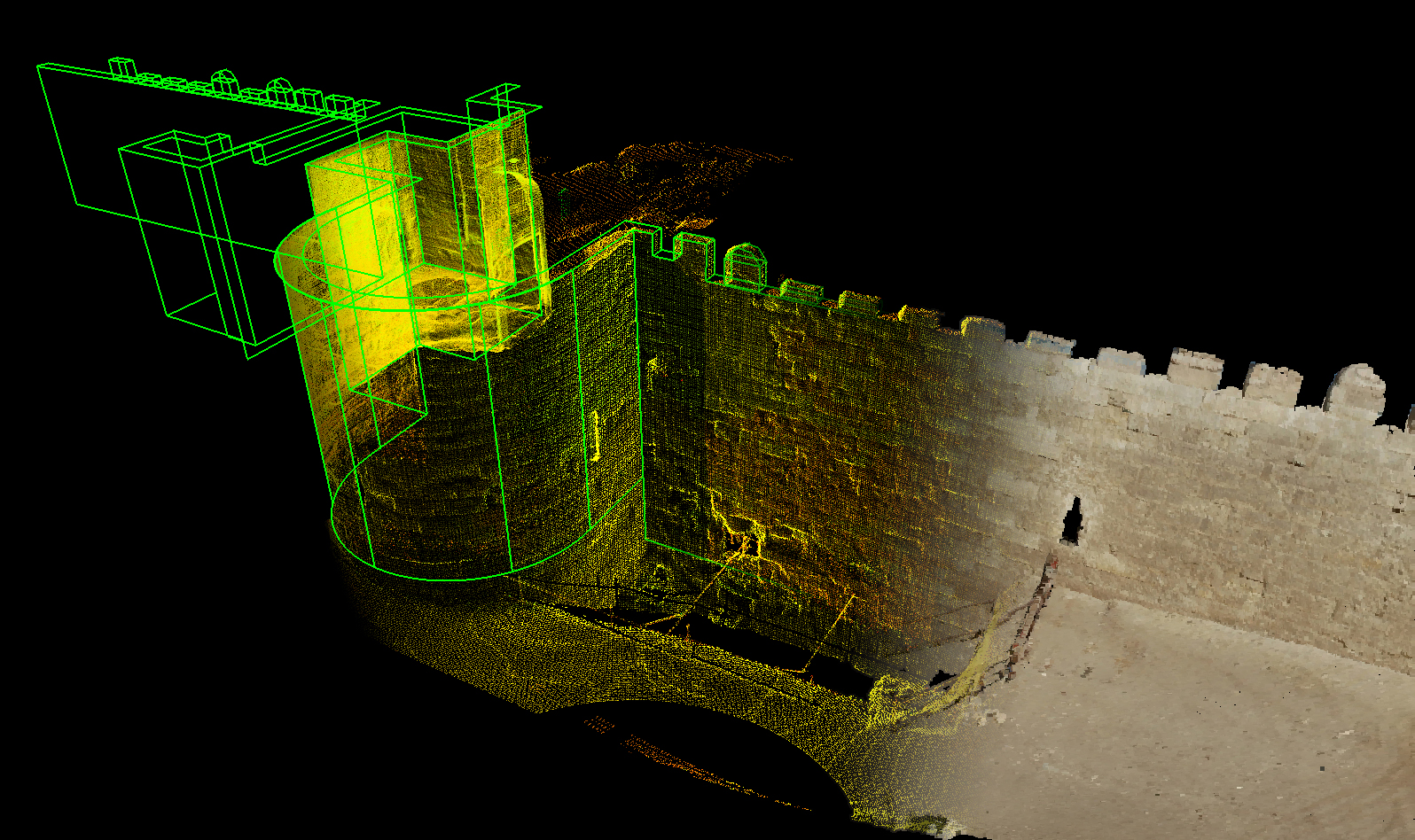
Laserscan zur Rekonstruktion der Mauer

[The] segment of wall constitutes a uniform piece of construction. It comprises a few repeating elements, such as round-fronted towers and curtain walls, and is consistent in its use of materials. […] The walls are adorned and punctuated by crenellations, arrow slits, stairwells and chambers.

„[Dieser] Abschnitt der Mauer ist einheitlich konstruiert. Er besteht aus wenigen sich wiederholenden Elemente wie zum Beispiel runden Türmen und Fassaden und ist einheitlich im Einsatz der Materialien. […] Die Mauern sind verziert und von Zinnen, Schießscharten, Treppenhäuser und Kammern unterbrochen.“

## Stadtteil Darb al-Ahmar
Darb al-Ahmar, das dem Park benachbarte Stadtviertel, ist eines der ärmsten von Kairo, ohne sanitäre Einrichtungen und Müllabfuhr. Durch die Anlage des Parks und die Aufwertung der Gegend wurde die Gefahr einer Gentrifizierung erkannt und die Verdrängung der alteingesessenen Bevölkerung befürchtet. Im Viertel befinden sich zudem über 60 historische Denkmäler, die in einem schlechten Zustand waren. Aga Khan stellte weitere Mittel für ein Programm zur Weiterentwicklung dieses Stadtviertels zur Verfügung und holte weitere Stiftungen mit ins Boot.
So wurden Maßnahmen ergriffen, um die Strukturen des Stadtviertels zu stärken. Die gesamte Bevölkerung wurde in Anlage und Bau des Parks einbezogen. Die Anlage der Gärten bot zudem vielen Bewohnern des Viertels Arbeit, die Schreiner z. B. stellten die Möbel für die Gebäude her. Es wurden Kurse in alten Handwerken angeboten, aber auch für Computer, Kfz-Elektronik, Büroarbeiten und weiteres mehr. Zudem wurden über 400 Mikrokredite vergeben. Spezielle Kurse wurden für Frauen angeboten, die z. B. an den gesamten Angeboten im Jahre 2008 einen Anteil von 59 Prozent stellten.
Zudem wurden drei Gebäude in dem Viertel restauriert, die Khayerbek-Anlage, ein Denkmal aus mamelukischer und osmanischer Zeit, und die Umm al-Sultan Shaaban Moschee. Die Darb Shoghlan School wurde restauriert, um als Sitz der Entwicklungsgesellschaft zu dienen.

We rebuilt the minaret of the mosque and madrasa of Umm al-Sultan Shaaban based on research and studies on the previous minaret, which collapsed during an earthquake. We rebuilt it in order to show people what it looked like, in order to re-create the past, which might be lost forever otherwise. […] We not only restore monuments, but we also aim to make them functional and beneficial for the users.

„Wir haben das Minarett der Moschee und der Madrasa von Umm al-Sultan Shaaban aufgrund von Forschungen und Studien der früheren Minarette wiederaufgebaut, die durch ein Erdbeben eingestürzt waren. Wir bauten es wieder auf, um den Menschen zu zeigen, wie es früher aussah und um die Vergangenheit neu zu erschaffen, die sonst für immer verloren gegangen wäre. […] Wir haben nicht nur Denkmäler wiederhergestellt, sondern unser Ziel war, dass sie auch funktional und nützlich für die Nutzer sein sollen.“

## Urban Plaza und das Museum of Historic Cairo
Am nördlichen Ende des Parks ist eine Urban Plaza im Bau, in dem das Museum of Historic Cairo einen Platz finden soll. Die Plaza soll ein multifunktionales Zentrum behergen, mit Geschäften, kulturellen Angeboten und Parkhaus. Sie wird vom Aga Khan Trust for Culture in Zusammenarbeit mit dem Supreme Council of Antiquities von Ägypten erbaut.
Das Museum wird die Geschichte von Kairo darstellen. Auf 4000 Quadratmetern, verteilt über zwei Stockwerke, sollen 1000 Gegenstände ausgestellt werden aus verschiedenen Epochen, die bisher nicht zu sehen waren. Um die Artefakte zu restaurieren und konservieren, wurde ein Laboratorium eingerichtet, in dem junge Techniker für diesen Aufgabenbereich ausgebildet werden.

## Auszeichnungen
- Der al-Azhar-Park ist aufgelistet unter den 60 „World's Great Places“ vom Project for Public Spaces.[8]
- 2005: Global Vision Innovation Award.[9]

## Film
- Erstaunliche Gärten – Der Al-Azhar-Park in Ägypten. (OT: Étonnants jardins. Le jardin Al-Azhar, Égypte.) Dokumentarfilm, Frankreich, 2017, 26:02 Min., Buch und Regie: Stéphane Carrel, Produktion: arte France, Cinétévé, Reihe: Erstaunliche Gärten (OT: Étonnants jardins), Erstsendung: 17. September 2017 bei arte, Inhaltsangabe von ARD, u. a. mit den Landschaftsarchitekten Dr. Laila El-Masry-Stino und Maher Stino, dem Botaniker Dr. El-Saady Badawy und dem Parkleiter Sherif Erian.